# Cycas panzhihuaensis
Cycas panzhihuaensis — вид голонасінних рослин класу саговникоподібні (Cycadopsida).
Етимологія: від природного зростання цього виду у префектурі Паньчжихуа в провінції Сичуань, Китай, з латинським суфіксом -ensis — місце походження.

## Опис
Стовбури деревовиді, 1–2(3) м заввишки, 15–20 см діаметром у вузькому місці; 30–80 листків у кроні. Листки сіро-зелені, напівглянсові, довжиною 70–150 см. Пилкові шишки веретеновиді, жовті, 25–50 см, 8–14 см діаметром. Мегаспорофіли 11–21 см завдовжки, жовто-повстяні або коричнево-повстяні. Насіння майже кулясте, 25–35 мм завдовжки, 22–30 мм завширшки; саркотеста від червоного до помаранчевого кольору, не вкрита нальотом, товщиною 1,5 мм.

## Поширення, екологія
Країни поширення: Китай (Сичуань, Юньнань). Росте на висотах від 1100 до 2000 м над рівнем моря. Зустрічається, як правило, у досить сухому, закритому низькому рідколіссі або деревно-чагарникових заростях на помірно крутих схилах. Ґрунт, як правило, складається з вапняку, хоча зростання на сланцях та пісковиках відомі.

## Загрози та охорона
Велика частина середовища існування знаходиться під загрозою вирубки і рослини збираються для продажу як продовольство, медикаменти і декоративні рослини, навіть у заповідниках. Є великі гірничі роботи у межах ареалу. Два заповідники були призначені для захисту цього виду. Один з них відомий як англ. Panzhihua Cycad Nature Reserve.

## Систематика
В деяких джерелах розглядається як синонім Cycas siamensis Miq.